# カール・エドワード・ワグナー
カール・エドワード・ワグナー(Karl Edward Wagner、1945年12月12日 - 1994年10月14日)は、アメリカ合衆国の作家、詩人、編集者。
テネシー州ノックスビルで生まれ、もとは精神科医を志していた。
ジャンルはホラー、サイエンス・フィクション、ヒロイック・ファンタジーなど。作家として数多くのダークファンタジーとホラーの物語を書いた。「ケイン」のシリーズを創造したことで知られる。
また編集者として、ロバート・E・ハワードの『英雄コナン』を原作に復元した3巻セットを制作し、DAW Booksの「The Year's Best Horror Stories」を長期にわたり編集した。彼のカルコサ出版社は、いわゆるパルプ黄金時代の作家の選集4冊を発行した。
医療従事者に対する彼の幻滅は、「第四の封印」と「誰の手の中に」にみられる。彼は自分の個人的な哲学をニヒリスティック、アナキズム、不条理と表現し、完全に深刻ではないが、「リチャード」という名前のオペラ作曲家」に関連していると主張した。ワグナーはまた、サム・ペキンパの映画を賞賛し、「私は映画『ワイルド・バンチ』を崇拝している」と述べた Wagner also admired the cinema of Sam Peckinpah, stating "I worship the film The Wild Bunch"。

## 経歴
オーブリー・J・ワグナーとドロテア・フーバーの第四子・末子として生まれる。父はテネシー川流域開発公社の役人だった。ワグナーは1967年にケニオン大学で歴史学の学位を、ノースカロライナ大学チャペルヒル校で精神医学の学位を取得した。医学生だったワグナーはケインというキャラクターを創造し、やがて医者になることを放棄して作家になった。
ワグナーは作家としても編集者・アンソロジストとしても多作であった。友人には作家のマンリー・ウェイド・ウェルマンがおり、カルコサ社から2冊を出版した。
1994年10月14日、ノースカロライナ州チャペルヒルの自宅で、長期的なアルコール依存症が高じて48歳で死亡。1994年後半の『アメリカのホラー作家のニュースレター』で、ワグナーの死因は心不全と肝不全であると報じられた It was reported in a late 1994 issue of the Newsletter of the Horror Writers of America that Wagner's causes of death were heart failure and liver failure.。
死後1997年に『悪魔祓いとエクスタシー』が小出版社フェドガン&ブレマーによって出版された。Night Shade Booksは、ケイン全編を2冊のハードカバーで出版した。

## 作品
ワグナーの作品のいくつかは、ロバート・E・ハワードの世界を舞台にしている(英雄コナンとブラン・マク・モーンが出演)。彼はまた、ハワードのオリジナルのコナンの物語の3巻を編集し、テクストを初出時のものに戻した。
彼の3冊の『Echoes of Valor』には、フリッツ・ライバー、C・L・ムーア、ヘンリー・カットナー、ニッツィン・ディアリスなどの作家によるパルプ時代のファンタジー物語の復元版も掲載された。
ワグナーは未発表のブランの小説『夜の女王』を書いたが、これは当初、1978年にゼブラ・ブックス、1980年にエース・ブックスから出版される予定だった。デイヴィッド・ドレイクのニュースレター#105の中で彼は「夜の女王」は決して書かれていないと述べている。

### ケイン
先史時代のアンチヒーロー。赤い髪と青い瞳を持つ屈強で左利きの魔術戦士。名前は聖書のカインに由来する。REハワードのソロモン・ケインの要素も含まれている。ケインのシリーズには短編と長編がある。

### その他
モダンホラーを執筆した。デイヴィッド・ドレイクと共同で、ローマ皇帝ドミティアヌス帝の治世を舞台にしたSFホラー小説『キラー』を手がけた。1983年にホラー小説『Beyond Any Measure』でワールド・ファンタジー賞を受賞し、1984年には『None Brute Nor Human』でブリティッシュ・ファンタジー賞を受賞した。
1973年にノースカロライナ州にカルコサ出版社を設立し、パルプ雑誌ホラー作家の作品を出版。2冊の本のイラストをリー・ブラウン・コイが手がけ、これらの絵はワグナーにインスピレーションを与え、ブリティッシュ・ファンタジー賞を受賞した物語「Sticks」を生んだ。
ワグナーは後にマンリー・ウェイド・ウェルマンの遺著管理人を務めた。
アンソロジー編集者としても多作であり、特にDAW BooksのThe Year's Best Horror Storiesを第8巻(1980年)から第22巻(1994年)まで14年間にわたり編集を続けた。このシリーズはワグナーの死後途絶えた。
ワグナーは、ファンタジーやホラーのコンベンションに出席するためにロンドンを頻繁に訪れていた。
脚本の仕事も手掛けたが、いくつかは未制作に終わった。漫画（グラフィックノベル）にも関わった。